# Daniel Moosmann
Daniel Moosmann est un scénariste, acteur et réalisateur français, né en 1936.

## Biographie
D'abord connu comme acteur au cours des années 1960, Daniel Moosmann a commencé sa carrière de réalisateur avec Biribi, coproduction franco-tunisienne sortie en 1971 et dont la présentation au Festival de Cannes, pressentie, a été refusée par le conseil d'administration du festival.
Il est le fils d'André Moosmann.

## Filmographie

### Réalisateur

#### Cinéma
- 1971 : Biribi
- 1973 : Aimez-vous les uns les autres... mais pas trop
- 1975 : Le Bougnoul
- 1984 : Les Fausses Confidences
- 1988 : Baby Blues
- 1993 : La Chambre 108

#### Télévision
- 1976 : Cinéma 16 - téléfilm : La Vie en pièces
- 1976 : Histoires peu ordinaires
- 1979 : Cinéma 16 - téléfilm : Deux femmes aujourd'hui
- 1981 : Noires sont les Galaxies
- 1984 : Disparitions
- 1984 : Rubis
- 1989 : Souris noire, avec Vanessa Guedj, épisodes : L'Enfant au violon et T'as pas vu ma planète
- 1991 : La Gym
- 1995 : Les Grandes Personnes
- 1996 : Titane

### Assistant réalisateur
- 1968 : L'Étrangère de Sergio Gobbi
- 1974 : La Gueule de l'emploi de Jacques Rouland

### Acteur
- 1960 : Le Testament d'Orphée de Jean Cocteau
- 1965 : L'Amour à la mer de Guy Gilles
- 1967 : La Loi du survivant de José Giovanni
- 1969 : Maldonne de Sergio Gobbi
- 1969 : Une fille nommée Amour de Sergio Gobbi
- 1970 : Le Temps de mourir d'André Farwagi
- 1970 : Vertige pour un tueur de Jean-Pierre Desagnat
- 1971 : Le Sadique aux dents rouges de Jean-Louis van Belle
- 1978 : On peut le dire sans se fâcher de Roger Coggio
- 2001 : Ce qui compte pour Mathilde, court métrage de Stéphanie Murat